# Isotolueno
Os isotoluenos em química orgânica são os isômeros de tolueno não-aromáticos com uma ligação dupla exocíclico. São de algum interesse acadêmico em relação a mecanismos de aromaticidade e isomerização.
Os três isotoluenos básicos são: orto-isotolueno ou 5-metileno-1,3-cicloexadieno (aqui marcado como 1); para-isotolueno (2); e meta-isotolueno (3). Outro isômero estrutural é o composto bicíclico 5-metilenobiciclo[2.2.0] hexeno (4).
O o- e p-isotoluenos isomerizam a tolueno, uma reação conduzida por estabilização aromática. Estima-se que estes compostos são 96 kJ mol−1 menos estáveis.
A isomerização de p-isotolueno a tolueno ocorre a 100 °C  em benzeno com cinética de reação bimolecular por uma reação por radicais livres intermolecular. A isomerização intramolecular, uma reação sigmatrópica 1,3 , é desfavorável porque um modo antarafacial é enforced. Outros produtos radicais dímeros também são formados.
O isômero orto é encontrado isomerizando a 60 °C em benzeno, também em uma reação de segunda ordem. O mecanismo de reação proposto é uma reação eno intermolecular concertada. O produto de reação é também tolueno ou uma mistura de produtos de reação eno dimerizados, dependendo de exatas condições de reação. 
Orto-isotolueno tem sido pesquisado em conexão com o mecanismo da polimerização livre de iniciator do poliestireno.